# Radu Lambrino
Radu Lambrino (n. 29 ianuarie 1975, com. Zărnești, județul Brașov) este un politician român, fost deputat în Parlamentului României.
Radu Lambrino a fost ales pe listele PD, care devenit ulterior PDL. În cadrul activității sale parlamentare, Radu Lambrino a fost membru în grupurile parlamentare de prietenie cu Islanda, Republica Croația și Malaezia.